# Velikoprodaja
Velikoprodaja ili distribucija je prodaja dobara ili robe trgovcima na malo; industrijskim, komercijalnim, institucionalnim ili profesionalnim poslovnim korisnicima; ili drugim velikoprodavcima i povezanim, podređenim službama.
 Uglavnom, to je prodaja dobara bilo kome osim standardnom kupcu. 
Prema Statističkom odeljenju Ujedinjenih nacija, “velikoprodaja” je preprodavanje (prodaju bez transformacije) novih i korišćenih dobara trgovcima, industrijskim, institucionalnim ili profesionalnim korisnicima i drugim velikoprodavcima, a takođe se tiče i velikoprodavca kao agenta ili brokera tokom kupovine robe za gorenavedene korisnike, ili prodaje robe istim. Velikoprodavci često fizički sastavljaju, sortiraju i ocenjuju dobra u velikim količinama, vrše pojedinačni utovar, prepakivanje i redistribuciju u manjim količinama odjednom.
 Dok velikoprodavci većine proizvoda obično posluju u sopstvenim prostorijama, veleprodaja hrane može se vršiti na određenim veleprodajnim mestima, pijacama, gde se okupljaju svi trgovci.
Tradicionalno, velikoprodavci su bili bliži pijacama koje su snabdevali, nego izvoru od kog su dobijali proizvode.  Međutim, sa pronalaskom interneta i e-nabavke, povećava se broj velikoprodavaca lociranih bliže proizvođačima u Kini, Tajvanu i jugoistočnoj Aziji.
U bankarskoj industriji, “velikoprodaja” uglavnom se odnosi na velikoprodajno bankarstvo koje pruža usluge po meri velikih klijenata, za razliku od maloprodajnog bankarstva, koje pruža standardizovane usluge velikom broju manjih klijenata.